# Cairn Holy Chambered Cairns
Cairn Holy Chambered Cairns zijn twee complete neolithische ganggraven, karakteristiek voor Galloway, gelegen langs de A75 ten zuidoosten van Creetown op een heuvel uitkijkend op Wigtown Bay in de Schotse regio Dumfries and Galloway.

## Architectuur
De graven stammen van circa 4000 v. Chr. Elk van de tombes bestaat uit twee kamers waarvan de achterste geblokkeerd wordt door een grote steen. Hierdoor lijkt de achterste, binnenste kamer op een stenen doos. Het terrein voor de tombe werd gebruikt voor het uitvoeren van rites.
De tombes werden uitgegraven in 1949. Er werden geen botresten gevonden; de botten waren vergaan door de zure grond.

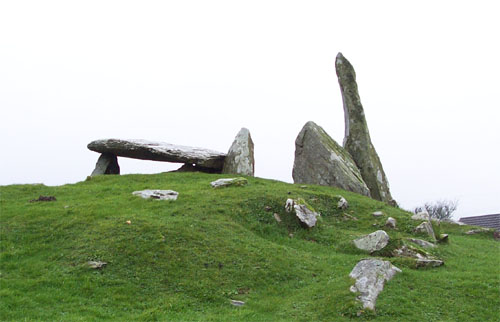
Cairn Holy II

### Cairn Holy I
In Cairn Holy I werd in de buitenste kamer onder andere een deel van een jaden bijl gevonden. Deze bijl is te bezichtigen in het Royal Museum of Scotland in Edinburgh. Cairn Holy I heeft nog een façade van acht grote rechtopstaande stenen.

### Cairn Holy II
Van Cairn Holy II, die 150 meter verderop ligt, wordt beweerd dat het de tombe is van de mythische koning Galdus.
De ingang wordt gevormd door twee hoge portaalstenen, eentje is 2,9 meter hoog, de ander is gebroken. Er is geen façade. De deksteen voor de binnenste kamer is nog aanwezig.

## Beheer
Het beheer van Cairn Holy Chambered Cairns is in handen van Historic Scotland.